# McDonnell Douglas F-15 STOL/MTD
NASA NF-15B
Le McDonnell Douglas F-15 STOL/MTD (pour Short Takeoff and Landing/Maneuver Technology Demonstrator, en français : « démonstrateur technologique de manœuvrabilité et à décollage et atterrissage courts ») était un F-15 modifié, développé comme démonstrateur technologique pour effectuer des expérimentations dans les domaines de la poussée vectorielle et de la super-manœuvrabilité. L'appareil utilisé pour le projet était le premier TF-15A de préproduction — qui allait donner naissance au F-15B —, portant le numéro de série 71-0290 de l'US Air Force, premier exemplaire de F-15 biplace produit par McDonnell Douglas (sur les deux prototypes prévus), sixième exemplaire issu des chaînes d'assemblage, et était le plus vieux F-15 encore en état de vol lors de sa mise à la retraite. Il fut également utilisé comme banc d'essais avionique pour le programme de conception de la version F-15E Strike Eagle. L'avion était un prêt de l'US Air Force à la NASA.
Également désigné NF-15B, le même appareil fut plus tard utilisé pour le programme F-15 ACTIVE (pour Advanced Control Technology for Integrated Vehicles), de 1993 à 1999, puis participa aux programmes Intelligent flight control system (en) (IFCS), de 1999 à 2008.
Dans l'ensemble, ce F-15 eut une carrière bien remplie : aux mains de la NASA, l'immatriculation de l'appareil pour les programmes STOL/MTD et ACTIVE était 837. Pour le programme Quiet Spike, il portait le numéro 836, tandis que pour le programme Highly Integrated Digital Electronic Control (HIDEC), son numéro était le 835.

## Historique

### Programme STOL/MTD

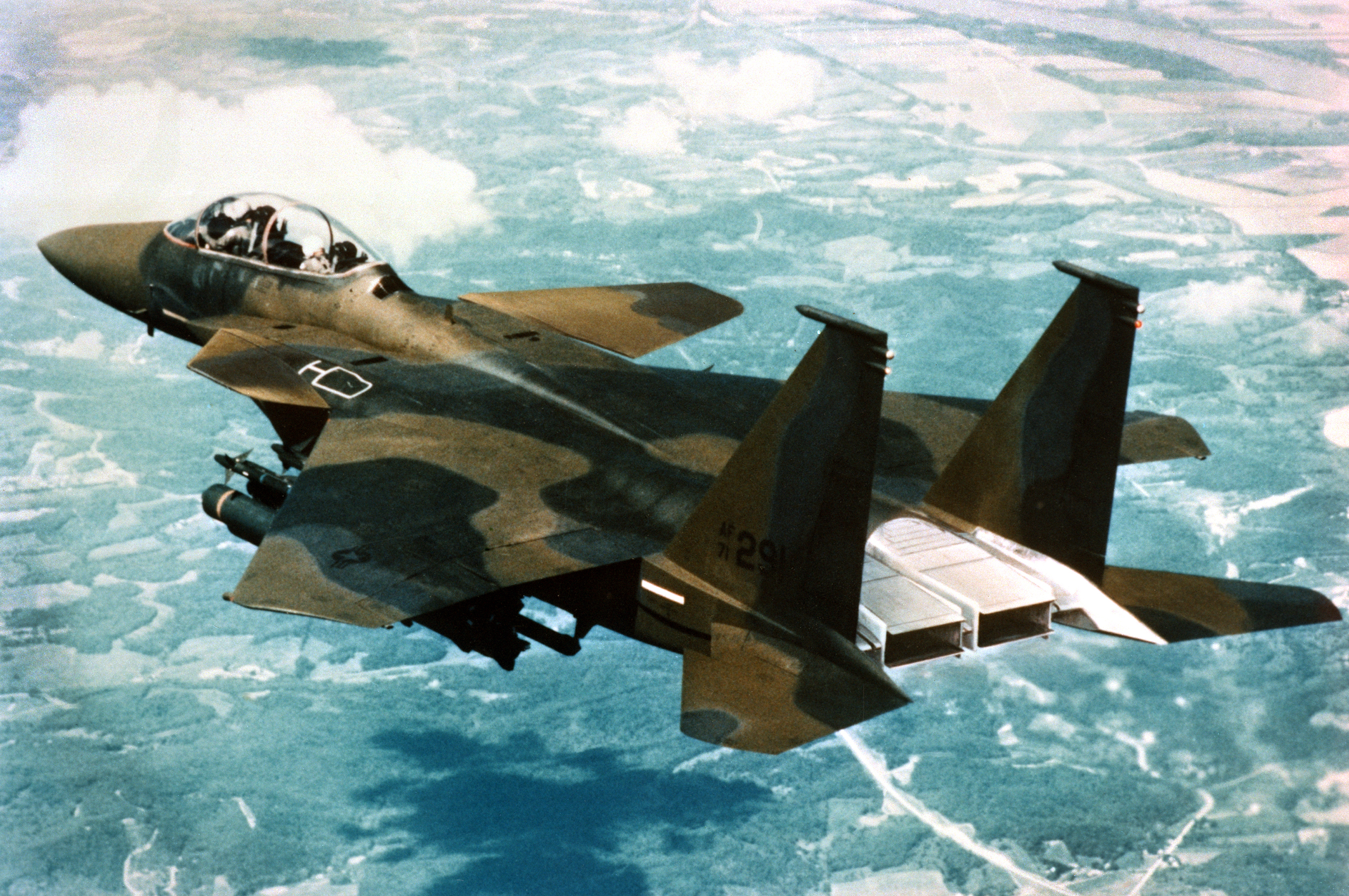
Le F-15B de préproduction no 2 (no de série USAF : 71-0291) équipé de tuyères vectorielles « 2 axes », vers le début des années 1980. Ce concept était le prédécesseur du programme STOL/MTD.

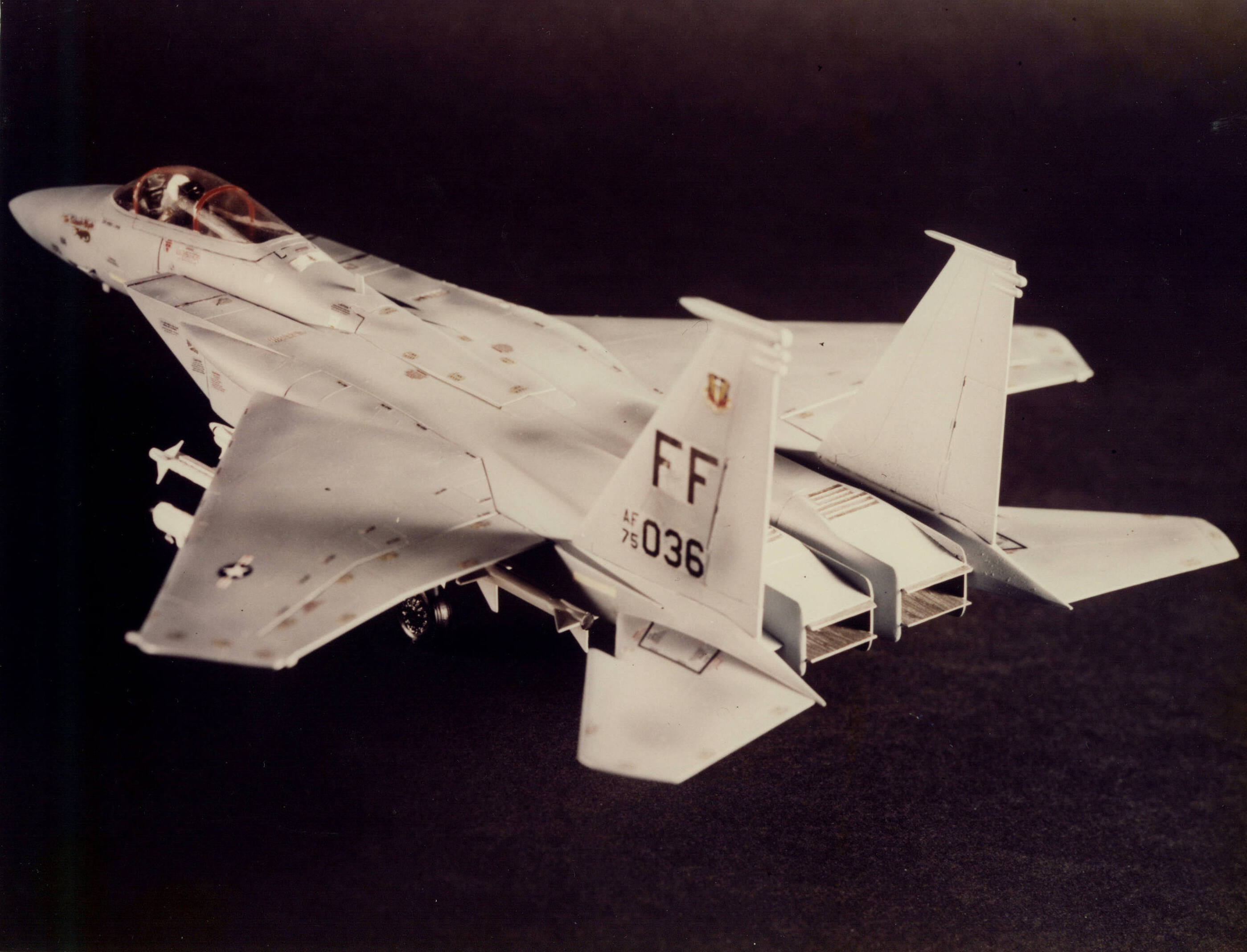
Une maquette du F-15 équipé de tuyères vectorielles « 2 axes », en 1982.

En 1975, le Centre de recherche Langley, en Virginie, commença à mener des programmes sponsorisés sur l'étude de tuyères vectorielles orientables sur deux axes (également dites « bidimensionnelles »). Des études gouvernementales et industrielles sur les tuyères bidimensionnelles à action asymétrique au début des années 1970 avaient permis d'identifier de nombreux intérêts dans le développement de tels concepts. En 1977, le centre Langley démarra une étude d'intégration de systèmes pour des tuyères vectorielles bidimensionnelles agissant également comme inverseurs de poussée sur le F-15, en collaboration avec McDonnell Douglas. En octobre 1984, le Flight Dynamics Laboratory (en), division de l'Aeronautical Systems Center (en) de l'US Air Force, attribua un contrat de 272 millions de dollars à McDonnell Douglas pour le développement d'un avion expérimental STOL/MTD avancé,.
Conçu pour améliorer l'opérabilité des bases aériennes (ABO, pour « Air Base Operability »), la survivabilité des avions et les capacités combatives des aérodromes soumis à des attaques, ce F-15 permit de tester des technologies avancées pour une utilisation sur pistes courtes, inondées ou endommagées par des bombardements. Il était à ces fins équipé d'un système de tuyères bidimensionnelles orientables sur 20°, faisant également office d'inverseurs de poussée en basculant des volets secondaires en sens inverse selon un angle de 135°, ainsi que de plans « canard », qui amélioraient grandement ses performances à basse vitesse et angles d'incidence élevés. Ces systèmes furent installés sur l'avion en 1988. La NASA fit acquisition de l'avion en 1993 et remplaça les moteurs d'origine par des Pratt & Whitney F100-229 équipés de tuyères vectorielles orientables sur deux axes (tangage/lacet). Les plans canard étaient des dérivés des stabilisateurs horizontaux du F/A-18 Hornet. L'avion reçut des pneumatiques renforcés, pour l'atterrissage sur terrains peu préparés, ainsi qu'un système de contrôle de vol très évolué conçu par General Electric, lui permettant de gagner une très grande autonomie pendant les phases d'atterrissage.
L'avion effectua son premier vol le 7 septembre 1988, avec les tuyères d'origine, en raison de retards de livraison des tuyères bidimensionnelles. Il vola pour la première fois avec les tuyères bidimensionnelles le 10 mai 1989. À de nombreuses reprises, ces dernières furent démontées et remontées sur l'avion, afin d'effectuer divers essais, les derniers comportant des phases d'activation de l'inversion de poussée en plein vol. Les vols avec les tuyères bidimensionnelles se terminèrent le 14 mars 1990.
Le 15 août 1991, date à laquelle McDonnell Douglas mit fin à son programme après avoir rempli ses objectifs, le F-15 STOL/MTD avait accompli quelques performances impressionnantes :
- Démonstrations de décollages « vectorisés », avec une rotation à des vitesses de seulement 68 km/h[11],[8] ;
- Réduction de 25 % de la course de décollage[12],[8] ;
- Atterrissage sur seulement 500 m de piste, comparés aux 2 300 m normalement nécessaires pour un F-15 standard[12]. En mai 1991, il parvint même à se poser sur une distance de seulement 416 m[8] ;
- Activation de l'inversion de poussée en vol, permettant d'obtenir de fortes décélérations[11]. L'inversion de pousée en vol fut utilisée pour la première fois le 23 mars. Le 5 juin, l'inversion de poussée utilisée en vol permit de ralentir l'avion d'une vitesse de Mach 1,6 à Mach 0,8 en 30 secondes, soit une décelération 38 % plus importante que pour un F-15 standard[8] ;
- Vol contrôlé jusqu'à des angles d'incidence d'environ 85°[12], avec des vitesses angulaires 110 % plus importantes que celles du F-15 standard[8].
- Au cours du 138e et dernier vol, le 12 avril 1991, le F-15 STOL/MTD parvint à effectuer un atterrissage court de nuit en mode totalement automatique[8].

### Programme ACTIVE et suivants

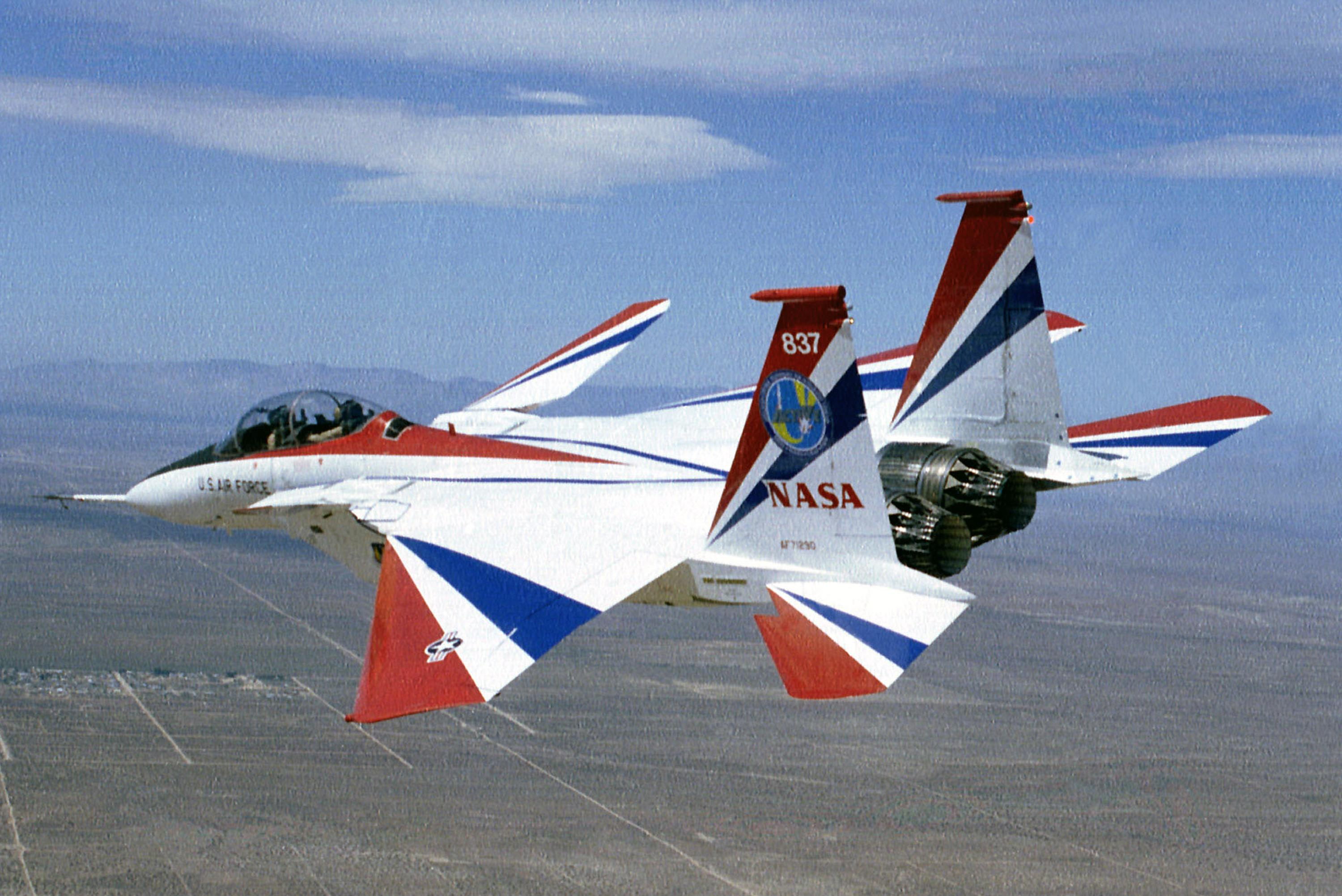
Le F-15 ACTIVE, en 1996, lors de son premier vol supersonique effectué avec des tuyères vectorielles.

Au cours des années 1990, la même cellule de F-15 fut encore modifiée — en conservant toutefois les canards et les tuyères vectorielles — pour le programme ACTIVE (en anglais : Advanced Control Technology for Integrated VEhicles), dans lequel les tuyères P/YBBN (pour Pitch/Yaw Balance Beam Nozzles) et des programmes de logique de contrôle avancés furent étudiés. Dans sa configuration ACTIVE, l'avion fut également utilisé pour le programme LANCETS (pour Lift And Nozzle Change Effects on Tail Shock), au cours duquel des paramètres d'onde de choc supersonique calculés par ordinateur furent comparés à ceux enregistrés en vol. Les vols d'essais du programme LANCETS prirent fin en décembre 2008.
Le F-15 ACTIVE exista de 1993 à 1999. L'avion fut plus tard utilisé dans le programme IFCS (pour Intelligent Flight Control System (en)), de 1999 à 2008,. Il fut également utilisé pour le projet SBRDC (Space-Based Range Demonstration and Certification), élément du programme ECANS (Exploration Communications and Navigation Systems), de 2006 à 2007, ainsi que pour les programmes HISTEC (High Stability Engine Control), et HSRA (High-Speed Research Acoustics), en 1997.
Au cours de ces divers programmes, il permit d'étudier la réduction du bruit produit par les turboréacteurs d'un potentiel futur avion de transport civil américain (HSCT, High-Speed Civil Transport) lors des décollages (programme HSRA),, d'améliorer la stabilité de fonctionnement des turboréacteurs en écoulements aérodynamiques turbulents (diminution des risques de pompage, programme HISTEC), d'améliorer drastiquement la manœuvrabilité et la survivabilité de l'appareil grâce à une combinaison des actions sur les gouvernes et les tuyères vectorielles associée à un système numérique doté d'intelligence artificielle (programme IFCS),,, ainsi que l'étude de la propagation et des effets des ondes de choc supersoniques sur le trajet de potentiels appareils supersoniques civils (LANCETS),. Ce dernier domaine fut d'ailleurs également étudié par de nombreux autres programmes, tel celui du Shaped Sonic Boom Demonstration, en 2003.

### Retrait du service
Après avoir eu une carrière couronnée de succès en tant qu'avion de recherche et de tests, le NF-15B fut retiré du service après un dernier vol au centre Dryden, le 30 janvier 2009. Au cours de ses quatorze ans de service à la NASA, il effectua 251 missions, auxquelles s'ajoutent ses 35 années de vols effectués en tant qu'appareil d'essais, pour McDonnell Douglas et pour l'Armée américaine.
Il est prévu que cet avion unique soit préservé et installé aux côtés d'autres avions de recherche retirés du service, déjà en exposition permanente à l'extérieur du centre de recherches Dryden.

## Spécifications techniques (NF-15BACTIVE)
Données de NASA Fact Sheet.
Caractéristiques générales
- Équipage : 2 membres : 1 pilote + 1 copilote
- Charge utile : 7 112 kg (17 000 lb)
- Longueur : 19,42 m (en excluant la perche de mesures)
- Envergure : 

  - Aile : 13 m
  - Stabilisateurs horizontaux : 8,60 m
  - Plans canards : 7,80 m
- Hauteur : 5,64 m
- Surface alaire : 56,5 m2
- Profil : 

  - Racine : NACA 64A006.6
  - Extrémité : NACA 64A203
- Masse à vide : 15 876 kg (35 000 lb)
- Masse typique : 21 319 kg (47 000 lb)
- Moteur : 2 turbofans avec postcombustion Pratt & Whitney F100-229
  - Poussée à sec : 79 kN   chacun
  - Poussée avec postcombustion : 129 kN chacun
- Carburant : 5 225 kg (11 520 lb)

 Performances 
- Vitesse maximale : Mach 2,0 (2 450 km/h)
- Plafond : 18 288 m (60 000 ft)
- Charge alaire : 281 kg/m2

## Galerie photographique

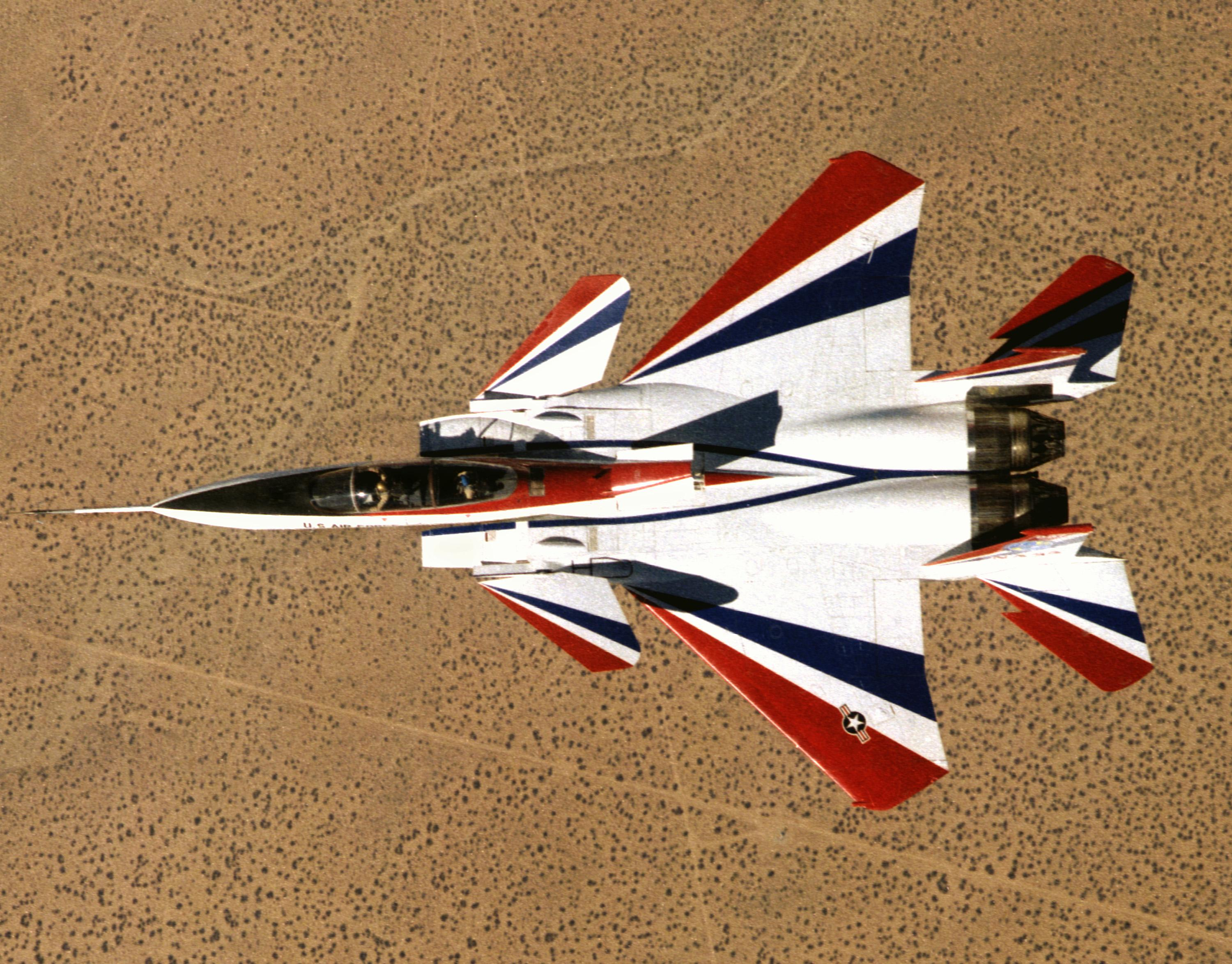
Vue de dessus du F-15 ACTIVE, en 1996.
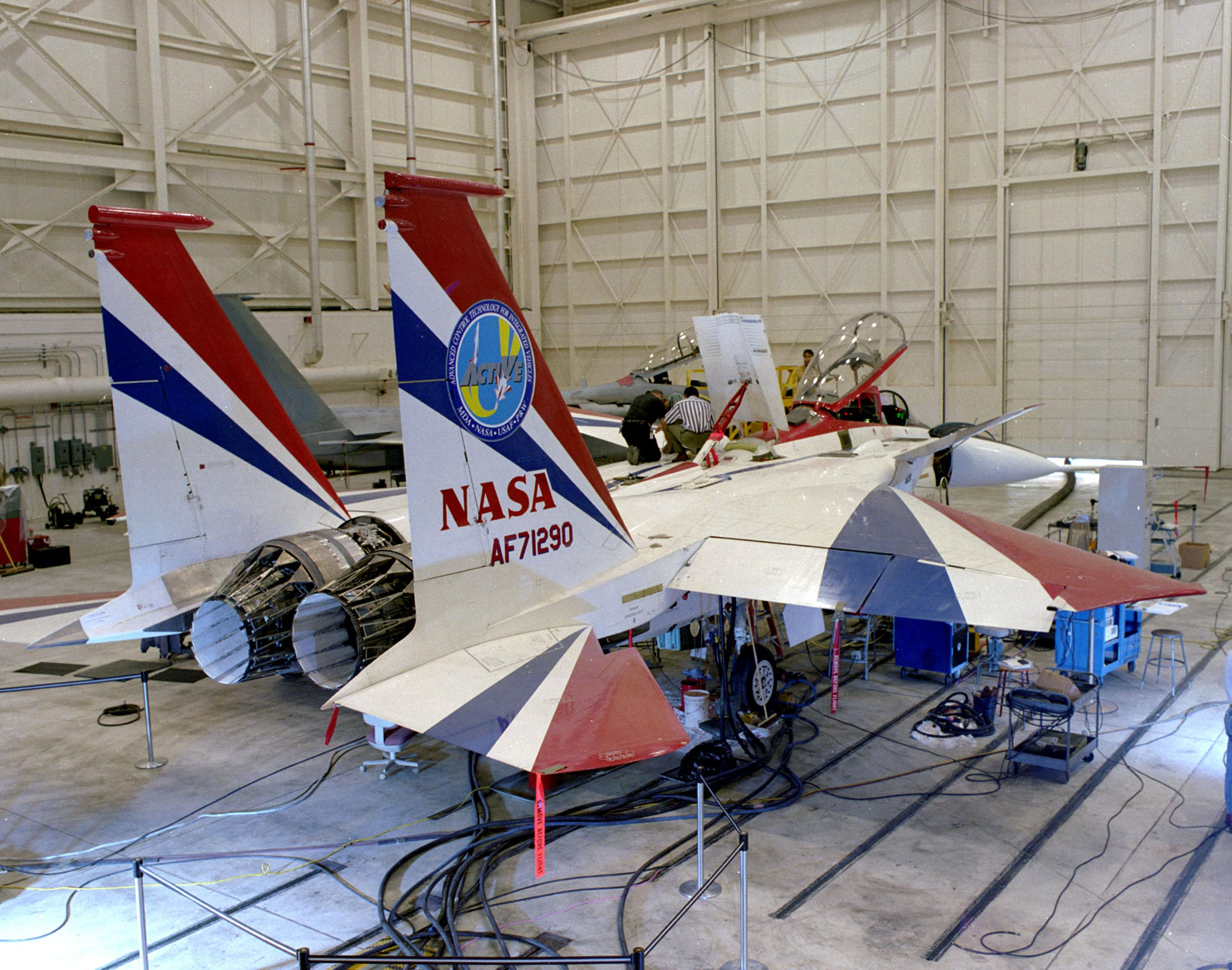
Vue détaillé des tuyères « 3 axes » du F-15 ACTIVE, à l'intérieur d'un hangar.
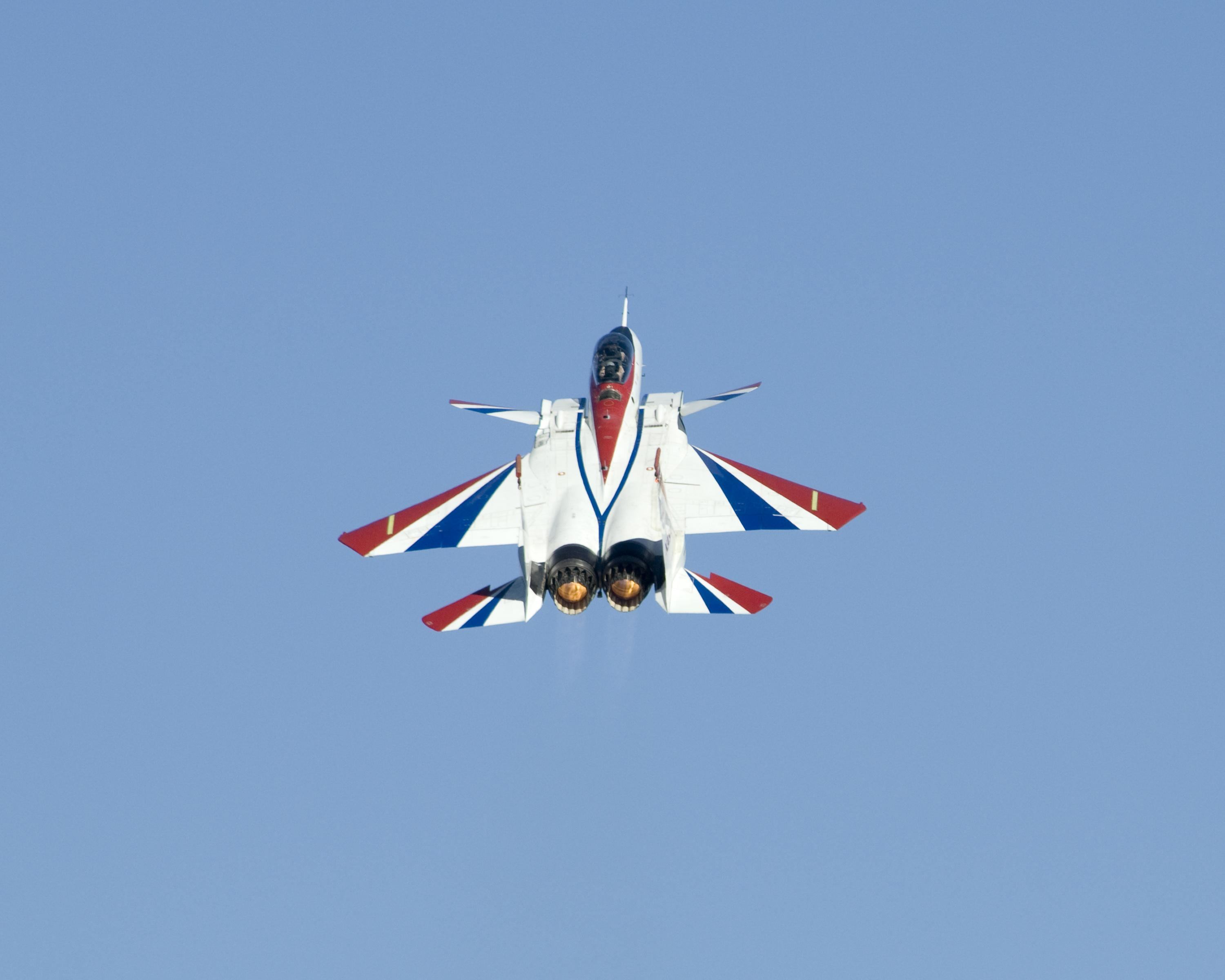
Le NF-15B ACTIVE de la NASA au décollage de la base aérienne d'Edwards.

### Magazines
- (en) « Vector Victor », Flight International magazine, Flight Global/Archive, vol. 140, no 4282,‎ 28 août 1991, p. 23–27 (ISSN 0015-3710, lire en ligne [PDF]).
- (en) Michael Phelan, « NASA evaluates 'intelligent' flight control system concept : "Self-learning" software could enable damaged aircraft to be flown to a safe landing », Flight International magazine, Flight Global/Archive, vol. 104, no 4901,‎ 23 septembre 2003, p. 26 (lire en ligne [PDF]).